# Ruta Nacional 293 (Argentina)
La Ruta Nacional 293 es una carretera argentina de ripio, que se encuentra en el Departamento Güer Aike, en el sudoeste de la Provincia de Santa Cruz. En su recorrido de 10 kilómetros une la Ruta Nacional 40 en las cercanías del pueblo Rospentek Aike con el paso internacional Laurita - Casas Viejas, a 90 m s. n. m., en la frontera con Chile, cerca de la ciudad de Puerto Natales.

## Traza antigua
Antiguamente esta ruta tenía 297 km de extensión, desde Río Gallegos hasta el paraje Cancha Carrera, corriendo paralelo a la vía del ferrocarril de Río Turbio. Actualmente este tramo pertenece a la Ruta Nacional 40. Se encuentra marcado en verde en el mapa adjunto.
El Decreto Nacional 3711 del año 1954 denominó a este camino Antártida Argentina.